# Muntaner (metropolitana di Barcellona)
Muntaner è una stazione della linea 6 della metropolitana di Barcellona e delle linee S1, S2, S5 ed S55 del Metro del Vallès, situata nel distretto di Sarrià-Sant Gervasi. La linea è gestita da Ferrocarrils de la Generalitat de Catalunya (FGC).
L'attuale stazione è stata inaugurata nel 1929 con il sotterramento della linea de Gracia della FGC, ma la stazione non servì al servizio di trasporto metropolitano fino al 1954 quando aprì le sue porte grazie alla costruzione prima del tratto che sale fino alla Avinguda del Tibidabo e alcuni anni dopo del tratto da Sarrià a Reina Elisenda.

## Accessi
- Muntaner (Via Augusta est)
- Via Augusta